# Haplogroupe J (Y-ADN)
Pour les articles homonymes, voir Haplogroupe J.
En génétique humaine, l’haplogroupe J (M304) est un haplogroupe du chromosome Y.

Répartition de l'haplogroupe J (chromosome Y).

Cet haplogroupe a pour origine le Moyen-Orient et serait apparu il y plus de 40 000 ans. Il est très présent au Proche et au Moyen-Orient. En Europe, il est le plus dense chez les Grecs avec 23 % ainsi que chez les Albanais (avec un taux de 20 %), au Kosovo de même qu'en Italie.

## Diffusion
La distribution mondiale des sous-haplogroupes J2-M172 a été associée à la Diffusion démique qui accompagne le Néolithique et sa distribution spatiale au Moyen-Orient et en Asie centrale correspond à la présence de vestiges néolithiques comme la poterie peinte et la céramique. Néanmoins, une étude publiée en 2016 portant sur le sous-continent indien semble montrer que la diffusion de l'haplogroupe J2a dans cette région est plus ancienne que l'émergence des sous-clades associées à la diffusion de l'agriculture en Anatolie, dans le sud-est de l'Europe et dans le bassin méditerranéen. Cette présence avant le néolithique pourrait expliquer que cet haplogroupe n'est pas spécifique à une caste précise.

## Distribution

### Sous-clade J-M267

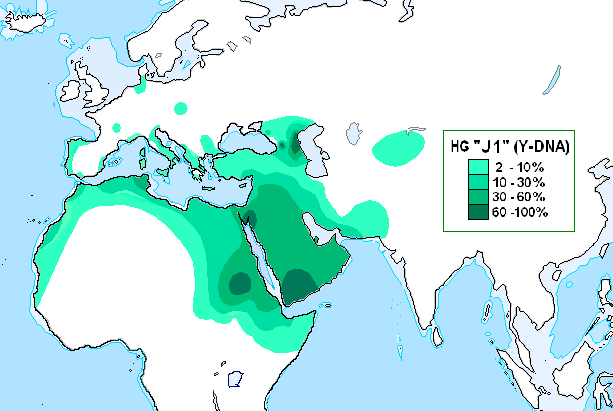
Distribution géographique interpolée des fréquences de J-M267

L'haplogroupe J-M267 défini par le PSN M267 a une date d'apparition estimée d'environ 18 300 av. J.-C., avec un intervalle de confiance de 95 % entre 16 300 et 24 400 ans AP. Sa région d'origine probable est la zone englobant le nord-ouest de l'Iran, le Caucase, le haut-plateau arménien et le nord de la Mésopotamie.
Plusieurs études associent cet haplogroupe à la propagation de l'agriculture du Croissant fertile vers l'Europe, à la propagation du pastoralisme itinérant dans les régions désertiques de la péninsule arabique, à l'histoire des Juifs et à la propagation de l'islam.
Sa branche principale, J1a1a1-P58, a évolué au début de l'Holocène, il y a environ 9 500 ans, quelque part dans une zone englobant la péninsule arabique, le Levant et le sud de la Mésopotamie.
Il est, à l'époque moderne, le plus fréquent dans la péninsule arabique : Yémen (jusqu'à 76 %), Arabie saoudite (jusqu'à 64 %) (Alshamali 2009), Qatar (58 %), et dans la région caucasienne : Daghestan (jusqu'à 56%). J-M267 est généralement fréquent chez les Bédouins arabes (62 %), les Juifs ashkénazes (20 %) (Semino 2004), en Algérie (jusqu’à 35 %) (Semino 2004), en Irak (28 %) (Semino 2004), en Tunisie (30-45 %), en Syrie (jusqu'à 30 %), en Égypte (jusqu'à 20 %) (Luis 2004) et dans la péninsule du Sinaï. Il est moins fréquent au Maroc (11 à 15% chez les Berbères, 16 à 20 % chez les Arabes) (Semino 2004).
Dans une certaine mesure, la fréquence de l’haplogroupe J-M267 s’effondre aux frontières des territoires de langue arabe / sémitique avec des territoires principalement non arabophones / sémitiques, tels que la Turquie (9 %), l'Iran (5 %) et les musulmans sunnites (2,3 %) et chiites du nord de l'Inde (11 %) (Eaaswarkhanth 2009). Certains chiffres ci-dessus ont tendance à être les plus grands obtenus dans certaines études, tandis que les plus petits chiffres obtenus dans d'autres études sont omis. Il est également très fréquent chez les Juifs, en particulier la ligne des Cohen (46 %) (Hammer 2009).
On le trouve dans certaines parties du Proche-Orient, de l'Anatolie et de l'Afrique du Nord, avec une répartition beaucoup plus clairsemée dans le flanc sud de la Méditerranée de l'Europe et en Éthiopie.

### Sous-clade J-M172

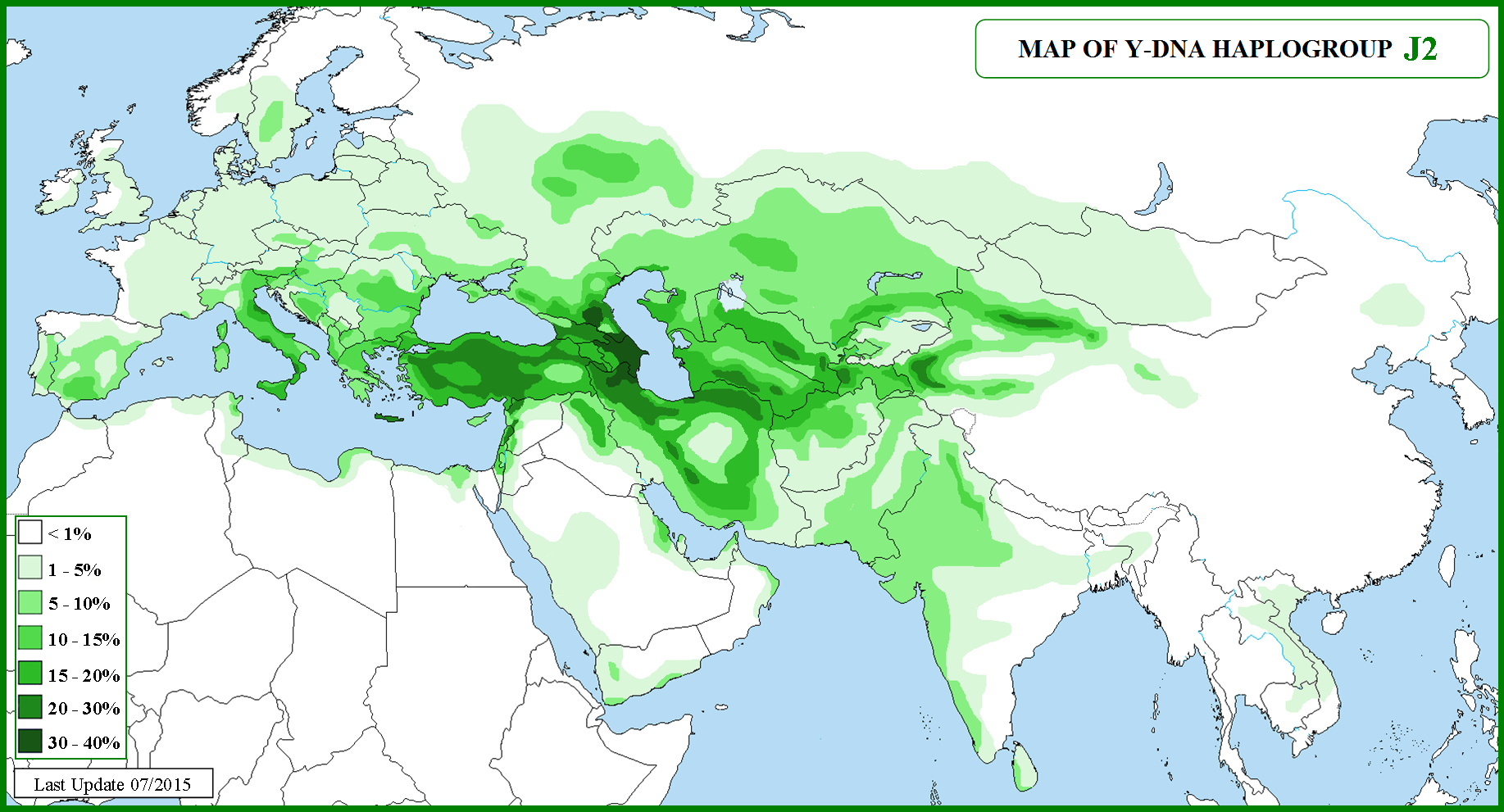
Distribution géographique de J-M172

L'haplogroupe J-M172 est présent dans ses concentrations les plus élevées au Caucase et dans le Croissant fertile / Irak et s'étend à l'ensemble de la Méditerranée (y compris les péninsules italiennes, balkaniques, anatoliennes et ibériques et en Afrique du Nord) (Giacomo 2003).
Des échantillons anciens appartenant à l'haplogroupe J-M172 ont été identifiés dans la grotte de Kotias Klde en Géorgie, un individu daté d'environ 9 700 ans a été assigné au sous-clade J-Y12379*, lié aux chasseurs-cueilleurs du Caucase. Dans les grottes de Hotu et Kamarband en Iran, des échantillons mésolithiques datés de 9 100 à 8 600 av. J.-C. appartiennent au sous-clade J-PF5008 et sont associés à la culture trialétienne. Ces découvertes suggèrent une présence ancienne de J-M172 dans le Caucase et le plateau iranien, bien avant l'expansion néolithique.
La concentration actuelle la plus élevée jamais signalée de J-M172 est de 88% chez les Ingouches. Parmi les autres rapports élevés figurent les Tchétchènes 59 %, 72 % dans le nord-est de la Géorgie (Nasidze, 2004), les Chypriotes 30 à 37 % (Capelli 2005), les Libanais 30 % (Wells et al. 2001), les Irakiens assyriens, mandéens et arabes 29,7% (Sanchez et al. 2005), les Syriens et les Syriaques 22,5 %, les Kurdes 24 à 28 %, les Pachtounes 20-30 %, les Iraniens 23 % (Aburto 2006), les Juifs ashkénazes 24 %, les Arabes palestiniens 16,8 % à 25 %, les Juifs séfarades 29 % et musulmans chiites d'Inde du Nord 18 %, les Balkars 24 %, les Yaghnobis 32 %, les Arméniens 21-24 % et les Azerbaïdjanais 24 % - 48 %.
En Asie du Sud, J2-M172 est significativement plus élevé chez les castes dravidiennes (19 %) que chez les castes indo-européennes (11 %). J2-M172 et J-M410 sont présents à 21 % chez les castes moyennes dravidiennes, suivis des castes supérieures à 18,6 % et des castes inférieures à 14 %. (Sengupta 2006) Aucun sous-groupe de M172, tel que M67 et M92, n'a été trouvé dans des échantillons indiens ou pakistanais, ce qui pourrait également laisser supposer une origine commune partielle (Sengupta, 2006).
Selon une étude génétique réalisée en Chine par Shou et al., J2-M172 est retrouvé avec une fréquence élevée chez les Ouïgours (17/50 = 34 %) et les Ouzbeks (7/23 = 30,4 %), une fréquence modérée chez les Pamiris (5/31 = 16,1%) et basse fréquence chez les Yugurs (2/32 = 6,3 %) dans le nord-ouest de la Chine.

#### Sous-clade J2b-Z600
L'haplogroupe J2b-Z600 qui représente 15 % des populations masculines albanaises dérive de sa lignée parentale J2b-L283 vers 3 500-3 000 avant notre ère. L'échantillonnage effectué en 2023 suggère que J2b-Z600 était absent du Chalcolithique européen. Il apparaît brusquement à l'âge du bronze serbe (2100-1800 avant notre ère) dans un contexte culturel maros, aux côtés de la sous-clade parente de R1b-BY611. L'haplogroupe J2b-Z600 a connu un effet fondateur majeur et une diversification dans les anciennes populations de la côte adriatique (Albanie, Croatie, Monténégro), où il représente 50 à 70 % de toutes les lignées paternelles au cours de l'âge du bronze et de l'âge du fer.
L’expansion distributive du J2b-Z600 en Europe du Nord et de l’Ouest à l’époque romaine et post-romaine n’est pas surprenante, puisque les Balkans occidentaux ont fourni à l’Empire des mercenaires, des soldats et des empereurs pendant des siècles. Les échantillons d'ADNa de Serbie romaine (Sviloš, Viminacium) et de Hongrie avar-médiévale tardive (Alattyán, Sárrétudvari) indiquant une origine paternelle ultime du sud-ouest des Balkans pour ces individus, ce qui corrobore les inscriptions. et des preuves historiques de transplantations de soldats « illyriens » le long du Limes.